# Outokumpu (entreprise)
Pour les articles homonymes, voir Outokumpu.
Outokumpu est une multinationale finlandaise, dont le siège est à Espoo, spécialisée dans les aciers inoxydables et les technologies métallurgiques.

## Présentation
L'entreprise, qui porte le nom d'une ancienne mine à Outokumpu, est installée dans près de trente pays et compte plus de dix mille employés.
Outokumpu est le premier producteur d’acier inoxydable en Europe et le deuxième producteur aux Amériques. 
Outokumpu a également une longue histoire en tant que société minière et il extrait encore du chrome dans la mine de Kemi pour fabriquer de l'acier inoxydable.

## Actionnaires
Le principal actionnaire de la société est l'État finlandais, qui en mai 2017 détient 27,07% des actions par l'intermédiaire de Solidium Oy, Kela et du fonds de pension d'État.
Au 23 mars 2020, les principaux actionnaires sont:
| #  | Actionnaire             | %       |
| -- | ----------------------- | ------- |
| 1  | Solidium Oy             | 21,69 % |
| 2  | Varma                   | 2,97 %  |
| 3  | Ilmarinen oy            | 2,63 %  |
| 4  | Kela                    | 2,23 %  |
| 5  | Fonds de pension d'État | 1,64 %  |
| 6  | Elo                     | 1,37 %  |
| 7  | Mandatum Life           | 0,80 %  |
| 8  | Vaikuttavuussäätiö (fi) | 0,68 %  |
| 9  | Danske Bank             | 0,67 %  |
| 10 | Nordea                  | 0,64 %  |